# Flocktulpan
Flocktulpan (Tulipa tarda) är en art i familjen liljeväxter. Den förekommer i Kirgizistan (norra Tien Shan). Växer på steniga platser och rasbranter. Flocktulpan odlas i Sverige som trädgårdsväxt.
Flocktulpan är en flerårig ört med lök och blir 5-15 cm hög, med mörkt gröna, kala stjälkar. Bladen sitter i rosett och är 3-7, fårade, ljust gröna, smalt lansettlika, ofta med cilierade kanter. Blommorna sitter 1-7 tillsammans och blir 3-5 cm i diameter, stjärlika, vita med gul bas. De yttre hyllebladen är på utsidan gröna med gräddvita kanter. Ståndarsträngar är håriga, gula och ståndarknapparna är gula.
Blommor tidigt under våren. Långlivad och anpassningsbar. Arten förökar sig snabbt med utlöpare, men också genom frö om den trivs.